# Camille Poulain-Ferarios
Camille Poulain-Ferarios (15 marzo 1994) è una sciatrice nautica francese.

## Palmarès
- Giochi del Mediterraneo

Tarragona 2018: oro nello slalom.
- Giochi del Mediterraneo sulla spiaggia

Petrasso 2019: oro nella figura e argento nello slalom.